# Tensione continua
La tensione continua è una tensione (differenza di potenziale) costante, priva di variazioni e con valore indipendente dal tempo, prodotta da un generatore o fornita da uno o più accumulatori o pile; un circuito elettrico sottoposto ad una tensione continua è attraversato da una corrente continua, anch'essa indipendente dal tempo. 
Il moto delle cariche elettriche, all'interno del circuito, avviene allo stesso modo e sempre nello stesso verso, acquisendo una polarità specifica, indipendentemente dall'istante considerato, perché le cariche sono sottoposte a una forza indipendente dal tempo. Questa caratterisctica determina, quindi, una situazione riconducibile al moto permanente.
Un esempio di tensione continua può essere quella che viene generata ai capi di una linea ferroviaria.